# Državna cesta D520
Die Državna cesta D520 (kroatisch für Staatsstraße D520) ist eine Staatsstraße in Kroatien. Sie dient als Querverbindung zwischen den Ortschaften Babina Greda und Slavonski Šamac und weist eine Länge von rund 7840 Metern auf.
Die D520 ist hauptsächlich von regionaler Bedeutung, dient aber auch als wichtiger Zubringer zur kroatischen Autobahn A3. Da sie mit ihrem Ende in Slavonski Šamac auch sehr nah am kroatisch-bosnischen Grenzübergang dieser Ortschaft liegt, zeugt sie auch für bosnische Autofahrer von enormer Wichtigkeit. Über die D520 erreicht man in weiterer Folge auch größere Städte in der Umgebung, wozu insbesondere das kroatische Županja und das bosnische Šamac dazuzählen.